# ويسوتسكي تي
شاي ويسوتسكي Wissotzky Tea شركة شاي دولية، مقرها في إسرائيل، ولها مكاتب في لندن والولايات المتحدة.
وهي الموزع الرئيسي للشاي في إسرائيل.
تأسست عام 1849 في موسكو في روسيا، وصارت أكبر شركة شاي في الإمبرطورية الروسية. وفي أوائل القرن العشرين كانت أكبر مصنع للشاي في العالم. وهي من أقدم شركات الشاي في العالم كذلك.